# Габриел Бетлен
Габриел Бетлен или Габор Бетлен (на румънски: Gabriel Bethlen; на унгарски: Bethlen Gábor, ок. 1580, Иля, Княжество Трансилвания – 15 ноември 1629, Алба Юлия) е войвода на Трансилвания в периода 1613 – 1629. През 1619 г. е лидер на антихабсбургските действия в източна и южна Унгария, част от Тридесетгодишната война, правейки Трансилвания противник на Свещената Римска империя във войната.